# Enrique Carreño
Enrique Javier Carreño Salvago (Utrera, 27 novembre 1986) è un ex calciatore spagnolo, di ruolo attaccante.

## Carriera

### Club
Ha giocato nella massima serie dei campionati spagnolo, portoghese, ungherese e gibilterriano.